# Pomezania

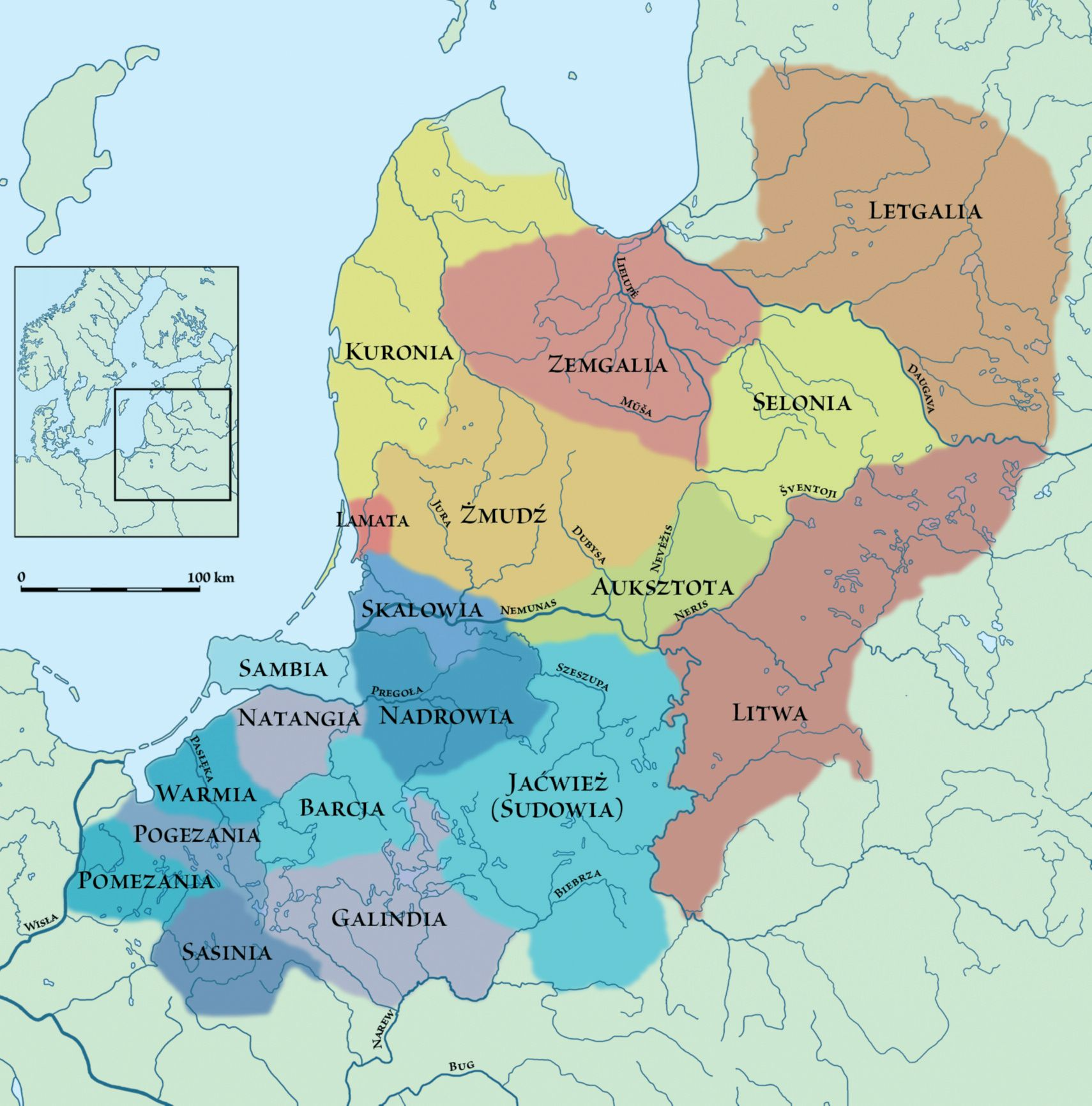
Plemiona bałtyjskie około 1200 roku

Pomezania na mapie Prus do w XIII w.

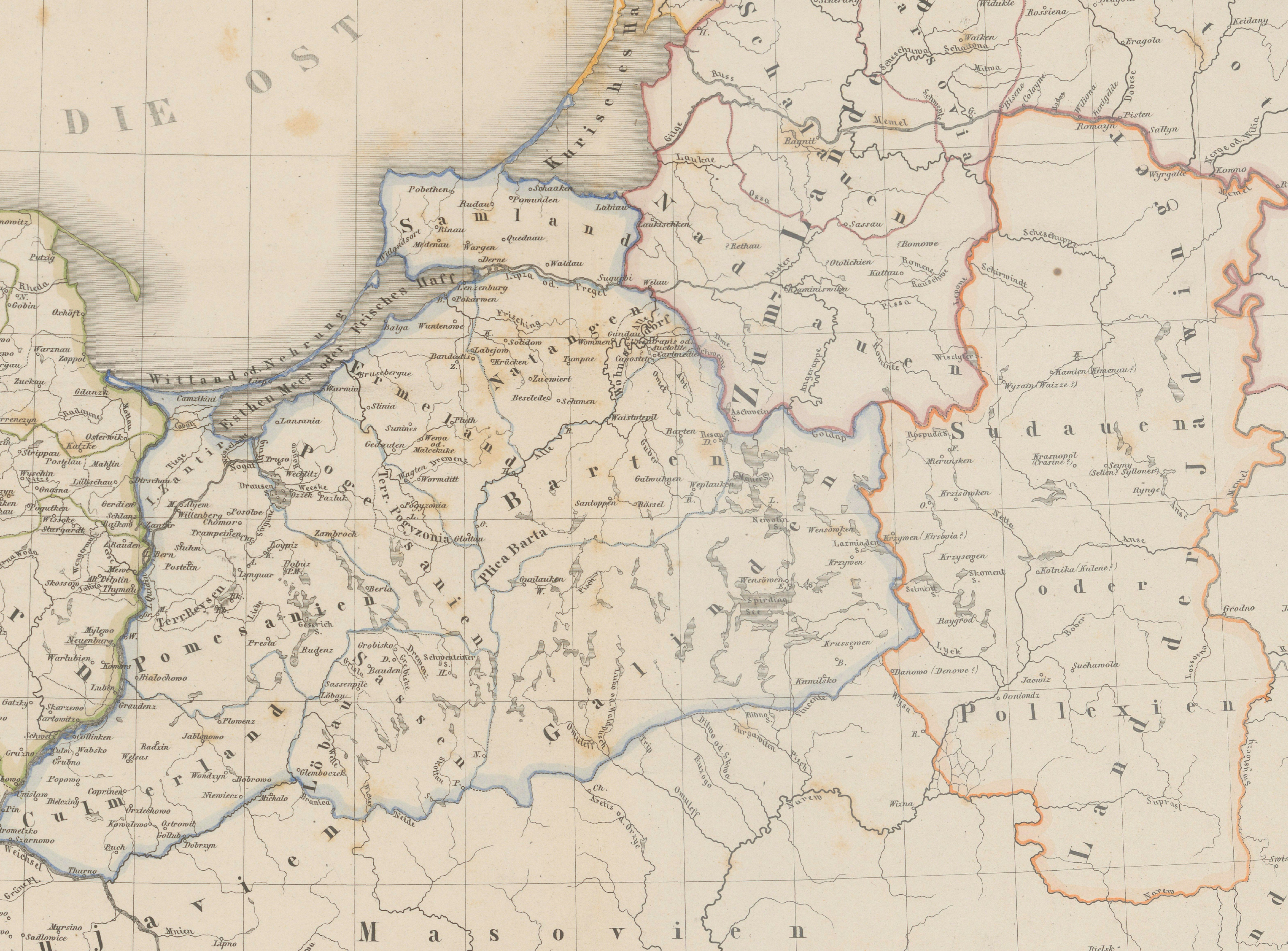
Prusy plemienne według Maxa Toeppena, 1858

Diecezja pomezańska od XIII wieku.

Pomezania (niem. Pomesanien, prus. *Pomedjan) – kraina historyczna oraz dawne terytorium plemienne, położone w zachodniej części Prus, istniejące do XIII wieku, które zostało później podzielone pomiędzy Prusy Górne i ziemię malborską.

## Etymologia

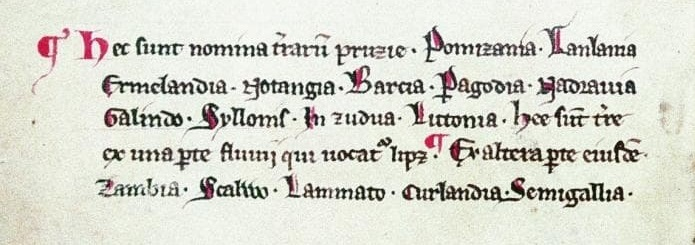
Lista ziem pruskich z duńskiego kodeksu Liber Census Daniae z ok. 1210-1231 r z pierwszą historyczną wzmianką o Pomezanii (przedostatnie słowo w górnym rzędzie).

Nazwę Pomezania wywodzi się od zrekonstruowanego pruskiego słowa *Pomedjan oznaczającego „lesisty kraj”, „kraj pod lasami”.

## Położenie
Pomezania sąsiadowała z Pogezanią, Sasinią, ziemią chełmińską oraz z Pomorzem Gdańskim. Naturalne granice regionu wyznaczały kolejno: Wisła na zachodzie, Nogat na północnym zachodzie, jezioro Drużno na północy, Drwęca na południowym wschodzie i Osa na południu. Obecnie ziemie te leżą na terenie województwa pomorskiego, warmińsko-mazurskiego i kujawsko-pomorskiego.

## Historia
Pomezania należała do najmłodszych pruskich ugrupowań plemiennych. Uformowało się ono w wyniku zajęcia przez Prusów na przełomie XII i XIII w. obszarów między Osą i Wisłą a rzeką Dzierzgoń. Do końca XII wieku zachodnia i południowa Pomezania była zasiedlona przez ludność słowiańską (kasztelania świecka) w rejonie grodów: Nowy Dwór, Zwiniarz, Gutowo, Łanioch, Pokrzydowo, Trzcin, Tarczyny, Grążawy i z granicą z Prusami między Nielbarkiem a Szynwałdem. Ekspansja terytorialna społeczności związanych z pruskim kręgiem kulturowym przybrała na sile w XII stuleciu. Zasiedlone zostały wówczas tereny znajdujące się na południe i wschód od rzeki Dzierzgoń. W latach 1213, 1216, 1220, 1226, 1252 miały miejsce pruskie rejzy łupieżcze, które spowodowały upadek struktur osadniczo-terytorialnych związanych ze słowiańską strefą chełmińsko-dobrzyńską w południowej części Pojezierza Iławskiego oraz z Pomorzem Wschodnim. Przypuszczalnie w trakcie tych wydarzeń zostały zniszczone przez Prusów piastowskie grody w Węgrach koło Malborka i w Podzamczu koło Kwidzyna. Niewątpliwie już w drugiej połowie XII w. zasiedlone zostały obszary całego Pojezierza Iławskiego utożsamianego z historyczną ziemią pruską Pomezanią i taki obraz sytuacji osadniczej tego obszaru przedstawiają wzmianki zawarte w krzyżackich źródłach pisanych.  
W 1 połowie XIII wieku całą Pomezanię opanowali Prusowie, wypierając zamieszkującą ją wcześniej na północy i południu tej krainy ludność słowiańską. Przypuszczalnie centrum osadniczym Pomezanii był gród w Starym Dzierzgoniu. Na południu Pomezanii znajdowały się ziemie: Resia, Resla, Resya lub Rezija (w rejonie Prabut i jeziora Dzierzgoń), Geria, Prezla, Rudencz, Komor, Pobuz, Loypicz, Lingwar lub Lynguar, Alyem i Pasulōwō, Posolua lub Posoloua, ciągnąca się na północ być może aż do okolic Starego Pola, która była we wczesnym średniowieczu zamieszkiwany przez ludność słowiańską. 
Pomezania to jeden z pierwszych terenów podbitych przez Zakon krzyżacki. W czasie I powstania pruskiego Pomezanowie walczyli przeciwko Zakonowi, natomiast podczas II powstania nie przyszli powstańcom z pomocą. Zachowali język i obyczaje, co umożliwiło w XVI wieku sporządzenie słownika języka pruskiego i katechizmu pruskiego („Enchiridion Pruski”). Pomezania jako pierwsza kraina pruska uległa osadnictwu niemieckiemu i polskiemu po podboju krzyżackim w XIII wieku. 28 lipca 1243 r. teren Pomezanii wszedł w skład diecezji pomezańskiej, jednej z czterech diecezji pruskich utworzonych decyzją legata papieskiego Wilhelma z Modeny. Obejmowała ona nie tylko samą Pomezanię, ale większość Prus Górnych leżących między Warmią a ziemią chełmińską. Siedzibą diecezji była katedra pomezańska w Kwidzynie, a podlegała ona metropolii w Rydze. Pomezanią z czasem zaczęto nazywać zarówno samą diecezję, jak i dominium należące do biskupów pomezańskich. 
Po 1466 r. Pomezanię podzielono na: 
- Pomezanię Królewską, która weszła w skład ziemi malborskiej,
- Pomezanię Książęcą, której  terytorium znalazło się w okręgu Prusy Górne (niem. Oberland), a położone w niej dobra zostały w 1525 roku zsekularyzowane.

## Miasta
Do miast leżących współcześnie na terenie Pomezanii należą:
| Lp. | Miasto    | Dawna ziemia      | Populacja | Powierzchnia | Województwo         |
| --- | --------- | ----------------- | --------- | ------------ | ------------------- |
| 1.  | Kwidzyn   | Resia/Resla/Resya | 38 179    | 21,54 km²    | pomorskie           |
| 2.  | Malbork   | Alyem             | 37 898    | 17,2 km²     | pomorskie           |
| 3.  | Iława     | Rudencz           | 33 128    | 21,88 km²    | warmińsko-mazurskie |
| 4.  | Sztum     | Alyem             | 9746      | 4,59 km²     | pomorskie           |
| 5.  | Prabuty   | Resia/Resla/Resya | 8710      | 7,29 km²     | pomorskie           |
| 6.  | Susz      | Prezla            | 5586      | 6,67 km²     | warmińsko-mazurskie |
| 7.  | Dzierzgoń | Lingwar/Lynguar   | 5413      | 3,90 km²     | pomorskie           |
| 8.  | Zalewo    | Geria             | 2165      | 8,22 km²     | warmińsko-mazurskie |
| 9.  | Kisielice | Prezla            | 2109      | 3,37 km²     | warmińsko-mazurskie |

### Miasta zdegradowane
Do miast Pomezanii (które jednak z różnych przyczyn utraciły status miasta) należą również:
| Lp. | Dawne miasto | Dawna ziemia | Populacja | Prawa miejskie | Degradacja | Województwo         |
| --- | ------------ | ------------ | --------- | -------------- | ---------- | ------------------- |
| 1.  | Gardeja      | Prezla       | 2282      | 1334 r.        | 1945 r.    | pomorskie           |
| 2.  | Biskupiec    | Prezla       | 1927      | 1331 r.        | 1946 r.    | warmińsko-mazurskie |